# Hermann Ludwig Husslein
Hermann Ludwig Husslein (* 12. September 1985 in Hanau) ist ein deutsch-thailändischer Kanute und Stand-Up-Paddler. Er ist 1,71 m groß und wiegt 69 kg.
Sein Vater ist Deutscher, seine Mutter Thailänderin; er wuchs in Hanau auf. Im Alter von elf Jahren begann er mit dem Kanurennsport. Im Jahr 2002 wurde er in Lippstadt Deutscher Juniorenmeister. Ein Jahr zuvor war er Mitglied des thailändischen Kanuslalom-Teams geworden. Im Jahr 2009 verlegte er seinen Trainingsstützpunkt von Hanau nach Augsburg. Er war 2006 Zweiter im Asien-Slalom-Wettbewerb und 66. des Weltcups. 2010 wurde er in Xiasi Zweiter bei den Asienmeisterschaften und Vierter bei den Asienspielen in Guangzhou. 2011 konnte er seinen Vizemeistertitel bei den Asienmeisterschaften verteidigen und wurde so zum ersten thailändischen Olympiateilnehmer im Kajak.
Er wurde von 1997 bis 2010 von Sven Peiler, von 2010 bis 2011 von Pierrick Gosselin und seit 2011 von Janos Peterlin trainiert.
Hermann Ludwig Husslein gehört der Ski & Kanugesellschaft 1925 Hanau an und startete bei den Olympischen Spielen 2012 für Thailand; er schied nach den Vorläufen aus und belegte Platz 19 von 22 Teilnehmern. 2018 gewann er bei den Asienspielen in Jakarta im Einer-Kajak die Bronzemedaille. 2021 holte er bei den deutschen Meisterschaften im Stand-Up-Paddling Silber hinter Normen Weber.